# Ferrari 126 C2
Chronologie des modèles (1982)
Ferrari 126 CK Ferrari 126 C2B
La Ferrari 126 C2 est la monoplace de Formule 1 engagée par la Scuderia Ferrari dans le cadre du championnat du monde 1982. En début de saison, les voitures sont confiées à Gilles Villeneuve et Didier Pironi.

## Historique
Grâce à son moteur turbocompressé arrivé à maturité et à un châssis enfin performant, l'écurie italienne et ses pilotes figurent parmi les favoris pour les titres mondiaux.
Après un début de saison raté, la 126 C2 confirme son potentiel ; cependant, 1982 est marquée par les accidents de ses deux pilotes. Durant les essais qualificatifs du Grand Prix de Belgique, Gilles Villeneuve se tue en percutant la March de Jochen Mass au ralenti. Trois mois plus tard, Didier Pironi, en tête du championnat du monde s'envole après avoir heurté la Renault d'Alain Prost sous la pluie battante des essais du Grand Prix d'Allemagne. Relevé avec les jambes broyées, sa carrière en Formule 1 s'achève.
À partir du Grand Prix des Pays-Bas, Patrick Tambay remplace Villeneuve. Le Français remporte sa première victoire en Allemagne. Mario Andretti remplace Pironi pour les deux dernières courses de la saison. Il réalise la pole position lors du Grand Prix d'Italie alors qu'il est âgé de quarante-deux ans. Malgré les drames et les huit départs non pris qui en ont découlé, Ferrari obtient le titre mondial des constructeurs grâce à trois victoires et sept autres podiums.

## Résultats en championnat du monde de Formule 1
| Saison | Écurie                     | Moteur                | Pneus    | Pilotes           | Courses | Courses | Courses | Courses | Courses | Courses | Courses | Courses | Courses | Courses | Courses | Courses | Courses | Courses | Courses | Courses | Points inscrits | Classement |
| Saison | Écurie                     | Moteur                | Pneus    | Pilotes           | 1       | 2       | 3       | 4       | 5       | 6       | 7       | 8       | 9       | 10      | 11      | 12      | 13      | 14      | 15      | 16      | Points inscrits | Classement |
| ------ | -------------------------- | --------------------- | -------- | ----------------- | ------- | ------- | ------- | ------- | ------- | ------- | ------- | ------- | ------- | ------- | ------- | ------- | ------- | ------- | ------- | ------- | --------------- | ---------- |
| 1982   | Scuderia Ferrari SpA SEFAC | Ferrari V6 Tipo 021 T | Goodyear |                   | AFS     | BRÉ     | EUO     | SMR     | BEL     | MON     | EUE     | CAN     | P-B     | GBR     | FRA     | ALL     | AUT     | SUI     | ITA     | LVE     | 74              | Champion   |
| 1982   | Scuderia Ferrari SpA SEFAC | Ferrari V6 Tipo 021 T | Goodyear | Gilles Villeneuve | Abd     | Abd     | Dsq     | 2e      | Np      |         |         |         |         |         |         |         |         |         |         |         | 74              | Champion   |
| 1982   | Scuderia Ferrari SpA SEFAC | Ferrari V6 Tipo 021 T | Goodyear | Didier Pironi     | 18e     | 6e      | Abd     | 1er     | Np      | 2e      | 3e      | 9e      | 1er     | 2e      | 3e      | Np      |         |         |         |         | 74              | Champion   |
| 1982   | Scuderia Ferrari SpA SEFAC | Ferrari V6 Tipo 021 T | Goodyear | Patrick Tambay    |         |         |         |         |         |         |         |         | 8e      | 3e      | 4e      | 1er     | 4e      | Np      | 2e      | Np      | 74              | Champion   |
| 1982   | Scuderia Ferrari SpA SEFAC | Ferrari V6 Tipo 021 T | Goodyear | Mario Andretti    |         |         |         |         |         |         |         |         |         |         |         |         |         |         | 3e      | Abd     | 74              | Champion   |

Légende : ici 